# Сентега
Сентега — река в России, протекает по Буйскому району Костромской области. Устье реки находится в 0,4 км по правому берегу реки Корёга. Длина реки составляет 21 км, площадь водосборного бассейна 49,2 км².
Исток реки находится в лесном массиве восточнее посёлка Гагарино. Река течёт на юго-восток, протекает деревни Федотово, Иванищево, Яковлевское, Андреевское и несколько нежилых. Притоки — Муравьедка (правый), Волпощинка (левый). Впадает в Корегу у села Контеево в 400 метрах выше места впадения самой Кореги в Кострому.

## Данные водного реестра
По данным государственного водного реестра России относится к Верхневолжскому бассейновому округу, водохозяйственный участок реки — Кострома от истока до водомерного поста у деревни Исады, речной подбассейн реки — Волга ниже Рыбинского водохранилища до впадения Оки. Речной бассейн реки — (Верхняя) Волга до Куйбышевского водохранилища (без бассейна Оки).
Код объекта в государственном водном реестре — 08010300112110000012472.